# مانويل البرتو كلارو
مانويل البرتو كلارو (بالإنجليزية: Manuel Alberto Claro)‏ (و. 1970 – م) هو مصور، ومصور سينمائي من تشيلي. ولد في سانتياغو.

## جوائز
حصل على جوائز منها:
- Amanda Award for Best Cinematography  [لغات أخرى]‏، عن عمل: Limbo (2010 film) [الإنجليزية]‏ (2011).

## وصلات خارجية
- مانويل البرتو كلارو على موقع IMDb (الإنجليزية)
- مانويل البرتو كلارو على موقع قاعدة بيانات الأفلام العربية
- مانويل البرتو كلارو على موقع ألو سيني (الفرنسية)
- مانويل البرتو كلارو على موقع أول موفي (الإنجليزية)
- مانويل البرتو كلارو على موقع قاعدة بيانات الأفلام السويدية (السويدية)
- مانويل البرتو كلارو على موقع ديسكوغز (الإنجليزية)
- مانويل البرتو كلارو على موقع قاعدة بيانات الفيلم (الإنجليزية)
- مانويل البرتو كلارو على موقع كينوبويسك (الروسية)